# Marek Obrtel

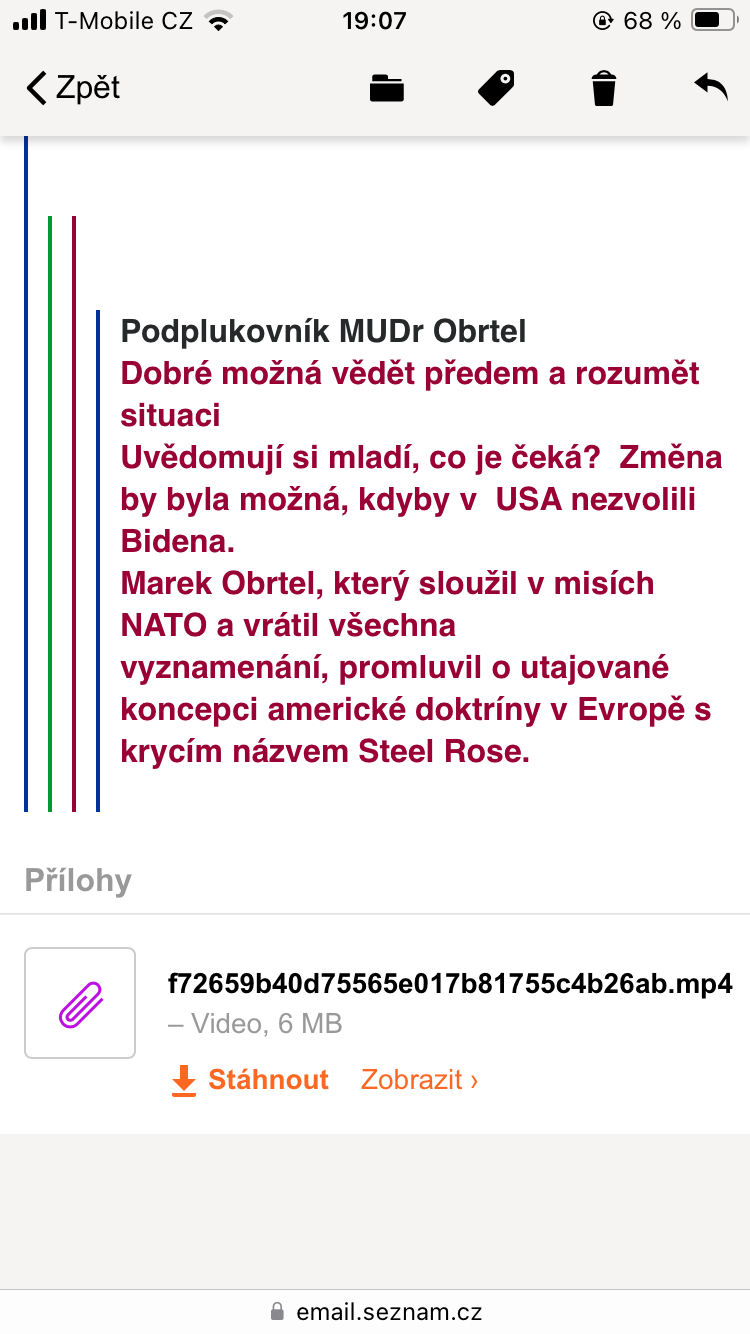
Řetězový e-mail odkazující na neexistující doktrínu NATO (tzv. „Steel Rose“) a zmiňující Marka Obrtela.

Marek Obrtel (* 17. prosince 1966 Přerov) je český politik, bývalý důstojník Armády České republiky a vojenský lékař, který sloužil ve válce v Afghánistánu. Od roku 2024 působí jako zastupitel Olomouckého kraje, zvolen byl jako nestraník za ČSNS.

## Veřejné angažmá
Sloužil v 11. polní nemocnici Armády České republiky, s níž se na přelomu let 2002 a 2003 zúčastnil afghánské mise.
V roce 2014 veřejně vrátil své vojenské medaile z operací NATO, které obdržel během svého působení ve válce v Afghánistánu během operace NATO, a to na protest proti politice USA vůči Rusku. Severoatlantickou alianci označil za „zločineckou organizaci“ s „krutými zájmy“. Učinil také prohlášení pro bělehradský deník, v němž komentoval zapojení NATO do války v Kosovu v roce 1999.
V senátních volbách v roce 2018 kandidoval jako nestraník za ČSNS do Senátu PČR v senátním obvodu č. 62 – Prostějov. Se ziskem 7,92 % skončil na šestém místě a do druhého kola voleb nepostoupil.
Nejpozději k únoru 2019 byl představitelem rady organizace Národní domobrana, která byla ministerstvem vnitra k srpnu 2019 považována za bezpečnostní riziko.
Roku 2021 neúspěšně kandidoval ve volbách do Poslanecké sněmovny Parlamentu České republiky za stranu Volný blok. Na kandidátní listině za Olomoucký kraj se nacházel na prvním místě.
Ve volbách do Evropského parlamentu v červnu 2024 kandidoval jako nestraník za stranu Moravané na 3. místě kandidátky uskupení „PRO vystoupení z EU“ (tj. Moravané a SPR-RSČMS). Uskupení však získalo pouze 0,13 % hlasů a zvolen tak nebyl.
V krajských volbách v září 2024 byl z pozice nestraníka za ČSNS zvolen zastupitelem Olomouckého kraje, a to na kandidátce uskupení „STAČILO!“ (tj. koalice KSČM, ČSNS a ČSSD).
Ve sněmovních volbách v roce 2025 kandiduje na 4. místě kandidátní listiny hnutí Stačilo! v Olomouckém kraji.